# Пана (река, впадает в Панозеро)
Пана — река в России, протекает по территории Сегежского района Карелии. Впадает в Панозеро на высоте 98,4 м над уровнем моря. Длина реки — 16 км.
Пана имеет левый приток — Эллинручей.

## Данные водного реестра
По данным государственного водного реестра России относится к Баренцево-Беломорскому бассейновому округу, водохозяйственный участок реки — Нижний Выг от Выгозерского гидроузла и до устья. Речной бассейн реки — бассейны рек Кольского полуострова и Карелии, впадает в Белое море.
Код объекта в государственном водном реестре — 02020001312102000006413.